# Ощепалін-Перший
Ощепалін-Перший (пол. Oszczepalin Pierwszy) — село в Польщі, у гміні Войцешкув Луківського повіту Люблінського воєводства.
Населення — 294 особи (2011).
У 1975-1998 роках село належало до Седлецького воєводства.

## Демографія
Демографічна структура станом на 31 березня 2011 року:
|          | Загалом | Допрацездатний вік | Працездатний вік | Постпрацездатний вік |
| -------- | ------- | ------------------ | ---------------- | -------------------- |
| Чоловіки | 152     | 41                 | 91               | 20                   |
| Жінки    | 142     | 41                 | 68               | 33                   |
| Разом    | 294     | 82                 | 159              | 53                   |